# Соино д'Ада
Соино д'Ада (итал. Spino d'Adda) је насеље у Италији у округу Кремона, региону Ломбардија.
Према процени из 2011. у насељу је живело 6584 становника. Насеље се налази на надморској висини од 84 м.

## Становништво
Према резултатима пописа становништва 2011. у општини је живело 6.851 становника.
| 1931. | 1936. | 1951. | 1961. | 1971. | 1981. | 1991. | 2001. | 2011. |
| ----- | ----- | ----- | ----- | ----- | ----- | ----- | ----- | ----- |
| 2.563 | 2.612 | 3.020 | 3.102 | 3.900 | 4.711 | 5.289 | 5.905 | 6.851 |